# 鹿村泰祥
鹿村泰祥（日语：／ Shikamura Yasuyoshi，1948年1月7日—），前香港男演員、導演、武術指導。

## 生平
1960年代末於邵氏兄弟出道。由於擁有典型日本人外型，鹿村曾於多部香港電影中擔任日本人角色，其中包括在經典《賭神》飾演要角日本賭王上山宏次。1995年後，鹿村便沒有再亮相於香港電影。

## 個人生活
於邵氏之時間曾與女演員劉午琪相戀並傳出婚訊，最終於1975年分手。1976年與上海人張文琴結婚，於1977年誕下長子鹿村泰弘，1979年再誕下一胎。

## 參與作品
- 《龍家將》（1976）[2]
- 《黃金大風暴》（1979）[4]

- 《懲罰》（1980）[5]

- 《賭神》（1989）
- 《賭俠》（1990）
- 《至尊無上》（1990）
- 《浪漫殺手自由人》（1990）

## 外部連結
- 鹿村泰祥在互联网电影资料库（IMDb）上的資料（英文）
- 鹿村泰祥在豆瓣上的资料（简体中文）
- 鹿村泰祥在香港影庫上的簡介